# V-Zug
V-ZUG – przedsiębiorstwo zajmujące się produkcją sprzętu gospodarstwa domowego z siedzibą w Zug w Szwajcarii. Początki działalności sięgają roku 1913, kiedy to rodzinna firma rozpoczęła działalność jako ocynkownia, zajmując się produkcją wyrobów blaszanych dla przemysłu domowego, rolniczego i budowlanego.